# Symphysanodon pitondelafournaisei
Symphysanodon pitondelafournaisei är en fiskart som beskrevs av Quéro, Spitz och Vayne 2009. Symphysanodon pitondelafournaisei ingår i släktet Symphysanodon och familjen Symphysanodontidae. Inga underarter finns listade i Catalogue of Life.